# 262 км (платформа)
262 кіломе́тр — пасажирський залізничний зупинний пункт Дніпровської дирекції Придніпровської залізниці на електрифікованій лінії Синельникове II — Чаплине між станціями Роздори (7 км) та Письменна (11 км). Розташований в селі Цибуляни Синельниківського району Дніпропетровської області.

## Пасажирське сполучення
На Платформі 262 км зупиняються приміські електропоїзди Синельниківського та Чаплинського напрямків.